# Trachylepis striata
Trachylepis striata este o specie de șopârle din genul Trachylepis, familia Scincidae, descrisă de Peters 1844. Conform Catalogue of Life specia Trachylepis striata nu are subspecii cunoscute.

## Galerie

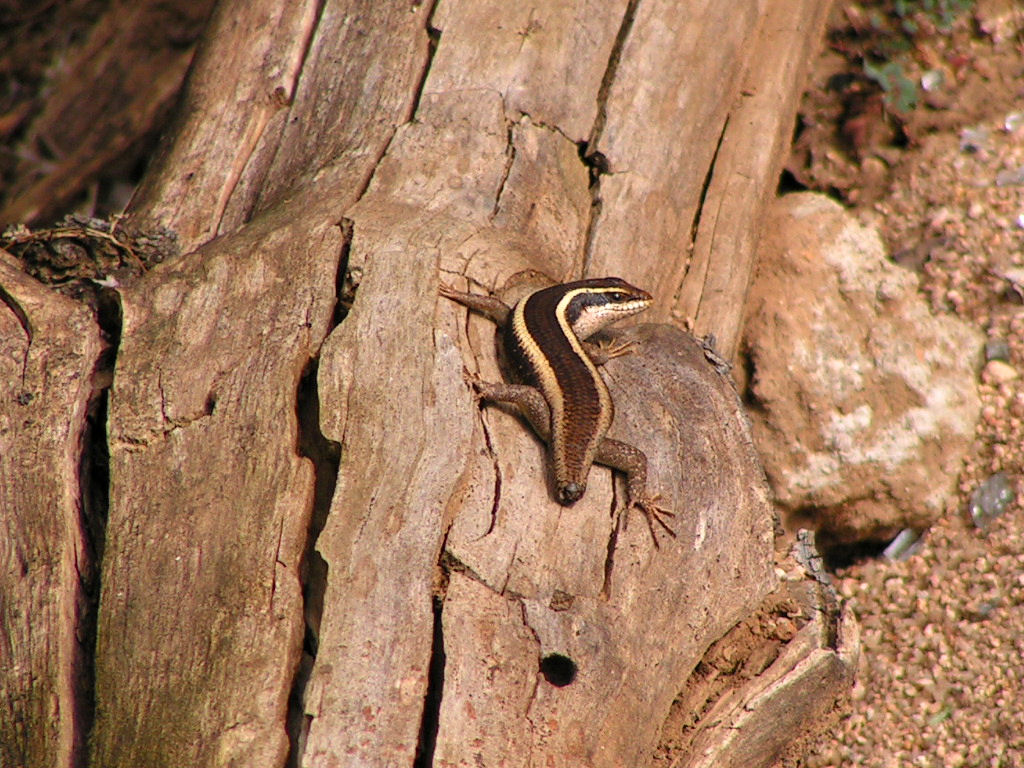
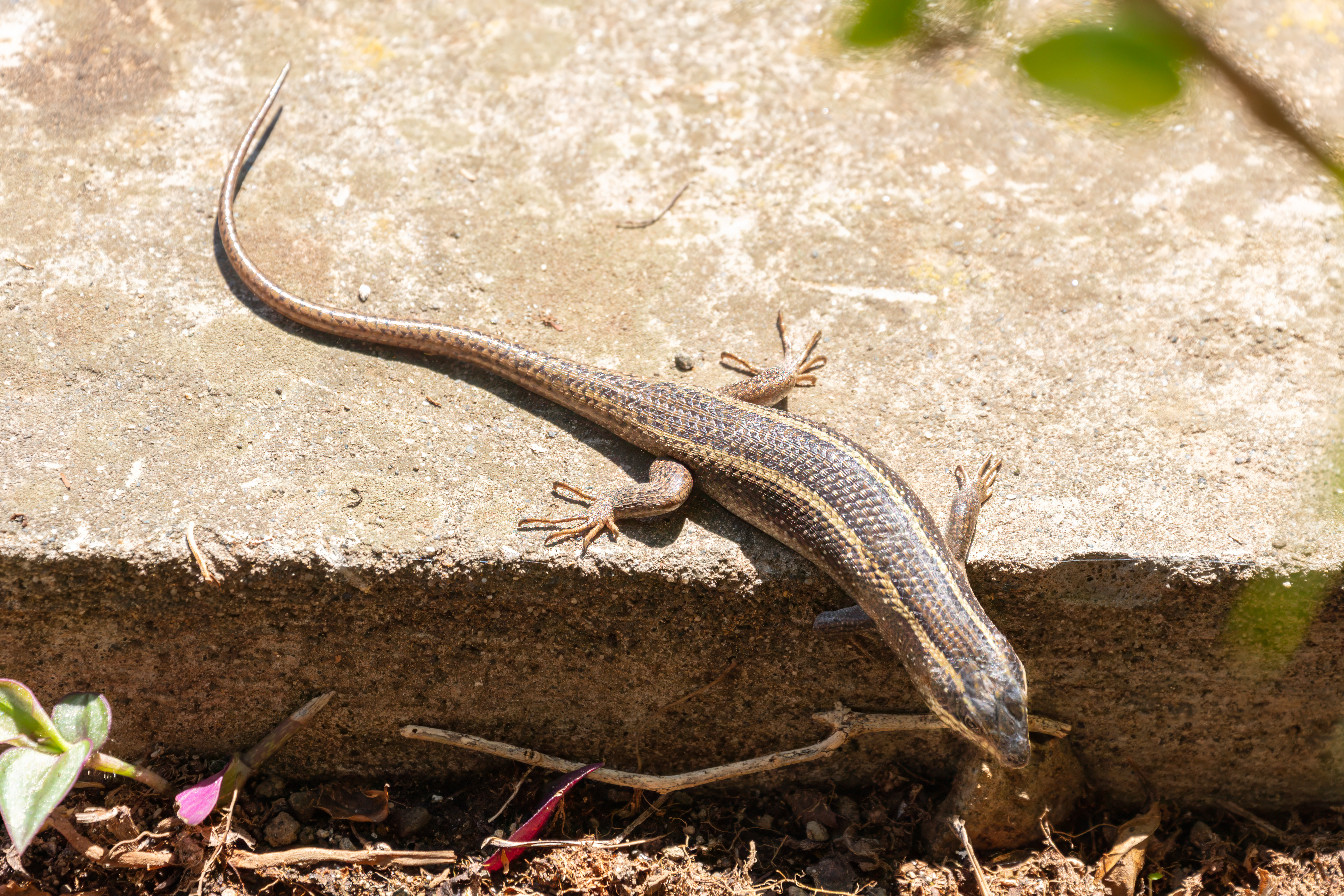
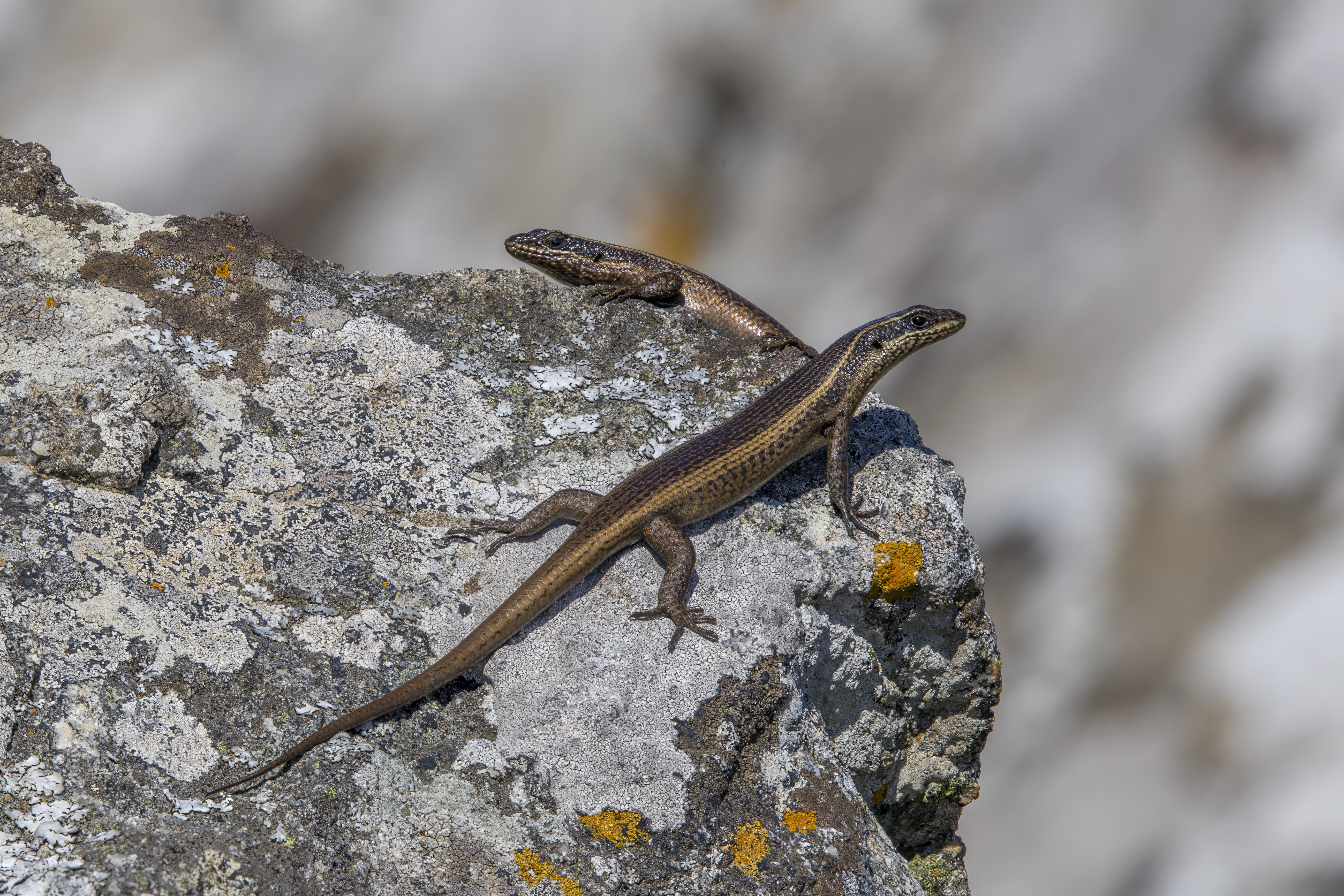